# Bernd Stöckmann
Bernd Horst Stöckmann (* 5. Mai 1967 in Hattingen) ist ein Generalmajor der Luftwaffe der Bundeswehr. Er ist als Abteilungsleiter im Operativen Führungskommando der Bundeswehr eingesetzt.

## Militärische Laufbahn

### Ausbildung und erste Verwendungen
Stöckmann trat 1986 als Offizieranwärter in die Bundeswehr ein. Er absolvierte die Grundausbildung und die Offizierausbildung zum Offizier des Truppendienstes im Dienstbereich Flugabwehrraketendienst der Luftwaffe an der Offizierschule der Luftwaffe in Fürstenfeldbruck. Von 1987 bis 1991 absolvierte Stöckmann ein Studium der Luft- und Raumfahrttechnik an der Universität der Bundeswehr München, das er als Diplom-Ingenieur abschloss. In seinen ersten Verwendungen war er ab 1991 Feuerleitoffizier und Einsatzoffizier in der 1. Staffel Flugabwehrraketengeschwader 37 in der Hinrich-Wilhelm-Kopf-Kaserne in Cuxhaven. Das Geschwader wurde mit Ablauf des Jahres 1992 aufgelöst und Stöckmann wechselte zur frisch aufgestellten 5. Staffel Flugabwehrraketengruppe 39 in die General-Thomsen-Kaserne nach Stadum/Leck. 1996 folgte der Einsatz als Staffelchef der Versorgungsstaffel der Flugabwehrraketengruppe 31 in der Graf-Yorck-Kaserne in Cammin (Ortsteil Prangendorf). Anschließend trat Stöckmann 1999 den bis 2001 dauernden 44. Generalstabslehrgang Luftwaffe an der Führungsakademie der Bundeswehr in Hamburg an.

### Dienst als Stabsoffizier
Nach seiner Ausbildung zum Offizier im Generalstabsdienst wurde Stöckmann Dezernatsleiter A 3 c im Kommando 1. Luftwaffendivision in Fürstenfeldbruck und 2002 Executive Officer Reaction Force Air Staff in Kalkar. 2004 folgte die erste Ministerialverwendung als Referent im Referat III 2 im Führungsstab der Luftwaffe im Bundesministerium der Verteidigung auf der Hardthöhe in Bonn. Darauf wurde Stöckmann 2007 Dezernatsleiter J 5 Militärische Evakuierungsoperationen/Grundsatz im Einsatzführungskommando der Bundeswehr in der Henning-von-Tresckow-Kaserne in Schwielowsee bei Potsdam. Von 2008 bis 2012 war Stöckmann Kommandeur der Flugabwehrraketengruppe 24 in der Recknitztal-Kaserne in Bad Sülze und währenddessen im Auslandseinsatz. Nach seinen Verwendungen als Gruppenleiter im Luftwaffenführungskommando und nach dessen Auflösung im neu aufgestellten Kommando Einsatzverbände Luftwaffe (in dieser Zeit zweiter Auslandseinsatz), folgte 2014 eine weitere Führungsverwendung als Geschwaderkommodore des Flugabwehrraketengeschwaders 1 in Husum (Fliegerhorst Husum). Anschließend wurde Stöckmann 2016 bis Ende 2018 Referatsleiter Planung I 4 im Bundesministerium der Verteidigung auf der Hardthöhe in Bonn.

### Dienst als General
Im Januar 2019 übernahm Stöckmann, als Oberst i. G., die Leitung über die für Einsatz zuständigen Abteilung 2 im Kommando Luftwaffe in der General-Steinhoff-Kaserne in Berlin-Gatow von seinem Vorgänger Michael Hogrebe. Auf diesem Dienstposten wurde er zum Brigadegeneral ernannt. Im Anschluss an diese Verwendung wurde er stellvertretender Amtschef des Streitkräfteamtes und Kommandeur für den Amtsbereich Streitkräfteamt Inland. Seit dem 6. Oktober 2023 war Stöckmann Kommandeur des Landeskommandos Hessen in Wiesbaden. Dieses übergab er am 24. Januar 2025 an Brigadegeneral Holger Radmann. Seitdem wird Stöckmann als Abteilungsleiter im Operativen Führungskommando der Bundeswehr eingesetzt und ist unter anderem für die weitere Ausplanung des Operationsplans Deutschland zuständig. Auf dem Dienstposten wurde er im Februar 2025 zum Generalmajor ernannt.

### Auslandseinsätze
- 11/2009 bis 07/2010: Senior Mentor im Operational Mentoring and Liaison Team, International Security Assistance Force, Kundus, Afghanistan
- 07/2013 bis 01/2014: Kommandeur Deutsches Einsatzkontingent Operation Active Fence, Kahramanmaraş, Türkei

### Auszeichnungen
- Ehrenkreuz der Bundeswehr in Gold
- Einsatzmedaille der Bundeswehr ISAF in Bronze
- NATO-Medaille Non-Article 5 ISAF
- Einsatzmedaille Active Fence in Bronze
- Französische Médaille de la Défense nationale

## Privates
Stöckmann ist verheiratet und hat zwei Kinder.